# Smista gård

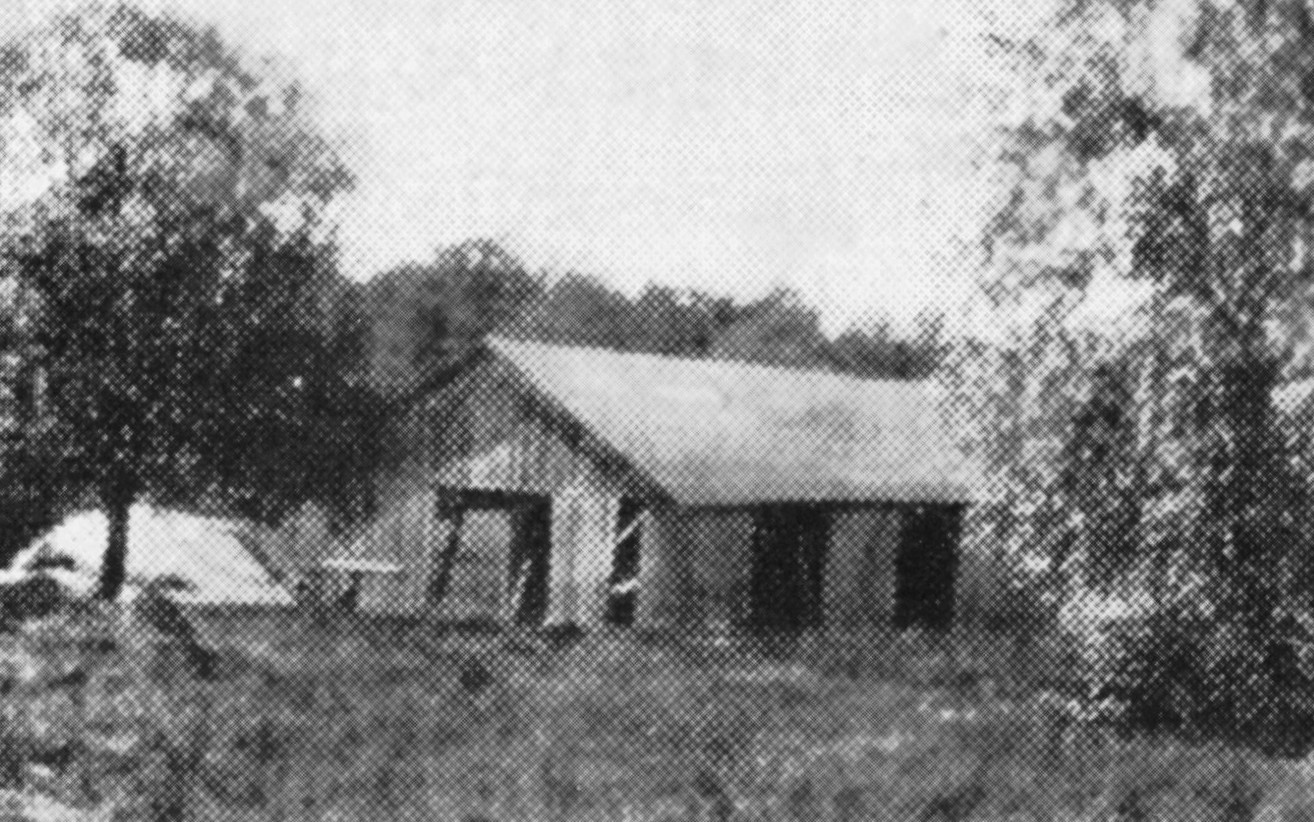
Smista lada på 1920-talet.

Smista gård (även Smesta) var en gård som låg på platsen för nuvarande Skärholmens centrum i sydvästra Stockholm. Gården hade anor från åtminstone 800-talet, till gården närliggande bosättningar så tidigt som 200-talet (romersk järnålder). På 1700- och 1800-talen var Smista en utgård till säteriet Vårby gård.

## Historik

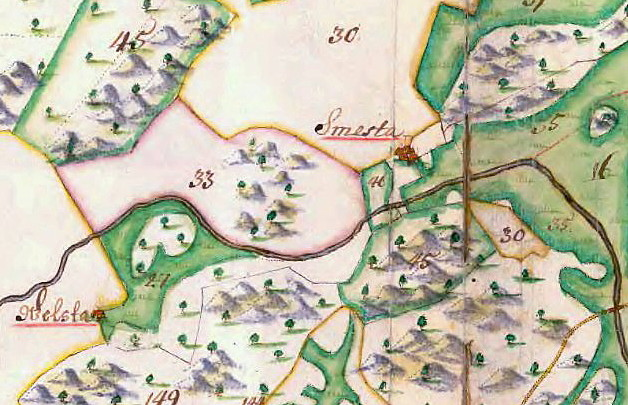
"Smesta" på en karta från 1703.

Vid tillkomsten av den blivande stadsdelen Skärholmen valdes namnet Skärholmen före Smista trots att stadsdelen till större delen anlades på tidigare Smista gårds ägor. Skälet till detta låg i att ortnamnet för trakten Smista redan fanns i det närbelägna Segeltorp, tillhörande Huddinge.
Utgrävningar och ålderbestämningar från härdar och stolphål gör att Smista som gård och by med säkerhet brukats sedan 800-talet (vikingatid). För tiden 800-1500 finns inga kända uppgifter rörande brukare. Smista gård kom tidigt att ingå under Vårby. Gustav Vasa förlänade Vårby och Smista (1547) till skrivaren Clemet Hansson. Dennes son, Måns Clemetsson, senare adlad Oliveblad, gjorde Vårby gård till huvudgård för den sammanslagna egendomen. 
Smista brukades ännu under 1850-talet. Den sista kvarlevan in på 1900-talet utgjordes av den gamla ladan "Smista-ladan", även kallad "luffarladan" som fanns kvar ännu på 1920-talet. Smista gård gav upphov till alternativnamnet Smistaån åt vattendraget Vårbybäcken som rann förbi söder om gården och som avvattnar Långsjön till Mälaren vid det numera försvunna godset Vårby gård. Namnet lever även vidare i Smista allé som ligger i Segeltorp och sträcker sig parallellt med och söder om motorvägen E4/E20 (Södertäljevägen). Från Smista allé leder Smistabron, en gång- och cykelbro, över motorvägen till Bredäng i Stockholms kommun.

## Fastighetens belägenhet
Smista gård låg vid nuvarande Österholmsskolan, vilken ligger i kvarteret i anslutning till Vårbergsvägen -Ekholmsvägen, cirka 150 meter söder om Skärholmens Centrumkomplex.